# Championnat d'Angleterre de rugby à XV 1994-1995
 (signalé en mai 2025).
Si vous disposez d'ouvrages ou d'articles de référence ou si vous connaissez des sites web de qualité traitant du thème abordé ici, merci de compléter l'article en donnant les références utiles à sa vérifiabilité et en les liant à la section « Notes et références ».
- Archive Wikiwix
- Bing
- Cairn
- DuckDuckGo
- E. Universalis
- Gallica
- Google
- G. Books
- G. News
- G. Scholar
- Persée
- Qwant
- (zh) Baidu
- (ru) Yandex
- (wd) trouver des œuvres sur Wikidata

Navigation
Courage League
 1993-1994 Courage League 1995-1996
Le Championnat d'Angleterre de rugby à XV 1994-1995, appelée Courage League 1994-1995, oppose les dix meilleures équipes anglaises de rugby à XV. Au cours  de la compétition, toutes les équipes s'affrontent en matches aller et retour. L'équipe première du classement final est sacrée championne et la dernière est reléguées en seconde division.
Cette saison, les Sale Sharks et West Hartlepool accèdent à l'élite et remplacent les London Irish et les Newcastle Gosforth relégués en Courage Clubs Championship. Le club de Leicester Tigers remporte son deuxième titre et met fin aux quatre années de domination de Bath Rugby. Les Northampton Saints sont relégués en Courage Clubs Championship.

## Liste des équipes en compétition
La compétition oppose pour la saison 1994-1995 les dix meilleures équipes anglaises de rugby à XV :
| - Bath Rugby - Bristol Rugby - Gloucester RFC | - Harlequins - Leicester Tigers - Northampton Saints - Orrell | - Sale Sharks - Wasps - West Hartlepool |

## Classement de la phase régulière
| Rang | Club                | J  | V  | N | D  | Pm  | Pe  | Diff | Pts |
| ---- | ------------------- | -- | -- | - | -- | --- | --- | ---- | --- |
| 1    | Leicester Tigers    | 18 | 15 | 1 | 2  | 400 | 239 | +161 | 31  |
| 2    | Bath Rugby (T)      | 18 | 12 | 3 | 3  | 373 | 245 | +128 | 27  |
| 3    | Wasps               | 18 | 13 | 0 | 5  | 470 | 323 | +147 | 26  |
| 4    | Sale Sharks (P)     | 18 | 7  | 2 | 9  | 327 | 343 | -16  | 16  |
| 5    | Orrell RUFC         | 18 | 6  | 3 | 9  | 256 | 326 | -70  | 15  |
| 6    | Bristol Bears       | 18 | 7  | 0 | 11 | 301 | 353 | -52  | 14  |
| 7    | Gloucester RFC      | 18 | 6  | 1 | 11 | 269 | 336 | -67  | 13  |
| 8    | Harlequins          | 18 | 6  | 1 | 11 | 275 | 348 | -73  | 13  |
| 9    | West Hartlepool (P) | 18 | 6  | 1 | 11 | 322 | 412 | -90  | 13  |
| 10   | Northampton Saints  | 18 | 6  | 0 | 12 | 267 | 335 | -68  | 12  |

|  | Champion d'Angleterre (no 1).                                           |
|  | Relégué en Courage Clubs Championship pour la saison 1995-1996 (no 10). |
|  | T : Tenant du titre 1994 • P : Promus 1994                              |

Attribution des points: victoire sur tapis vert : 2, victoire : 2, match nul : 1, défaite : 0, forfait : -2.
Règles de classement: ??????

## Résultats des rencontres
L'équipe qui reçoit est indiquée dans la colonne de gauche.
| Clubs              | BAT   | BRI   | GLO   | HAR   | LEI   | NOR   | ORR   | SAL   | WAS   | WHA   |
| ------------------ | ----- | ----- | ----- | ----- | ----- | ----- | ----- | ----- | ----- | ----- |
| Bath Rugby         |       | 18-9  | 19-19 | 22-11 | 20-20 | 26-6  | 32-13 | 13-18 | 12-9  | 53-17 |
| Bristol Rugby      | 9-10  |       | 21-17 | 19-14 | 31-22 | 13-24 | 20-9  | 44-22 | 24-25 | 12-17 |
| Gloucester RFC     | 10-15 | 19-17 |       | 17-28 | 9-3   | 14-13 | 9-6   | 8-20  | 16-21 | 48-12 |
| Harlequins         | 19-25 | 9-10  | 10-14 |       | 13-40 | 10-9  | 6-8   | 15-15 | 26-57 | 20-10 |
| Leicester Tigers   | 31-21 | 17-3  | 16-6  | 22-8  |       | 28-15 | 29-19 | 37-20 | 21-6  | 33-16 |
| Northampton Saints | 16-32 | 15-18 | 9-6   | 16-23 | 18-20 |       | 15-3  | 9-22  | 19-13 | 25-14 |
| Orrell             | 6-6   | 20-16 | 43-14 | 10-28 | 0-6   | 13-10 |       | 22-19 | 10-16 | 22-22 |
| Sale Sharks        | 3-19  | 21-9  | 16-14 | 19-20 | 10-20 | 41-6  | 8-8   |       | 12-17 | 22-7  |
| Wasps              | 11-10 | 27-15 | 45-8  | 25-7  | 18-23 | 27-21 | 53-25 | 52-22 |       | 33-32 |
| West Hartlepool    | 18-20 | 47-21 | 22-21 | 10-8  | 6-12  | 12-21 | 17-19 | 23-17 | 20-15 |       |

|  | Victoire à domicile |  | Match nul |  | Défaite à domicile |